# Mankivka, Bilokurakîne
Mankivka (în ucraineană Маньківка) este un sat în comuna Prostore din raionul Bilokurakîne, regiunea Luhansk, Ucraina.

## Demografie
Componența lingvistică a localității Mankivka
     Ucraineană (98,01%)
     Rusă (1,99%)
Conform recensământului din 2001, majoritatea populației localității Mankivka era vorbitoare de ucraineană (98,01%), existând în minoritate și vorbitori de rusă (1,99%).